# Хотите — любите, хотите — нет…
«Хотите — любите, хотите — нет…» — советский цветной художественный фильм 1987 года, снятый режиссёром Владимиром Колосом на киностудии «Беларусьфильм» по сценарию Олега Ждана и Валентина Чёрных.
Премьера фильма состоялась 16 мая 1988 года.

## Сюжет
35-летняя Екатерина живёт с 15-летней дочерью Светланой в однокомнатной квартире после развода. Екатерина сталкивается с трудностями: не может наладить личную жизнь, так как не чувствует себя комфортно в обществе, и её дочь не одобряет её отношения с Артёмом, живущим в общежитии. К тому же ей приходится заботиться о больных родителях и справляться с непростой работой на заводе, где ей поручают обучение вызывающей новенькой Ольге. Екатерина, проявляя терпение и внимание, находит подход к Ольги, раскрывая в ней лучшие качества. Она также помогает Артёму справиться с его проблемами, связанными с запретом его бывшей жены видеться с сыном. Несмотря на все трудности, Екатерина сохраняет оптимизм, находит общий язык с дочерью и начинает надеяться на счастливое будущее в личной жизни.

## В ролях
- Нийоле Ожелите — Екатерина
- Алексей Булдаков — Артём
- Регина Лялейките — Ольга
- Галина Макарова — мать Кати
- Павел Кормунин — отец Катерины
- Татьяна Мартынова — Светлана
- Юрий Ступаков — Сенкевич
- Александр Беспалый — Павел

## Съёмочная группа
- Режиссёр: Владимир Колос
- Авторы сценария: Олег Ждан, Валентин Чёрных
- Оператор: Олег Авдеев
- Композитор: Владимир Кондрусевич
- Художник: Валерий Назаров